# Терское лесничество
Те́рское лесничество — находится на территориях Терского и Ловозерского районов, Мурманской области, Россия.
В составе лесничества, числятся: 3 участковых лесничества. Это — Умбское, Индельское и Варзугское участковые лесничества.
Площадь лесничества составляет 2084874 га, крупнейшее по площади в округе.
Рельеф территории лесничества равнинный.

## Участковые лесничества
| № | Название лесничества |
| - | -------------------- |
| 1 | Умбское              |
| 2 | Индельское           |
| 3 | Варзугское           |